# 伪虎鲸
伪虎鲸，又名黑鯃、擬虎鯨、擬逆戟鯨，为海豚科伪虎鲸属下唯一的現生種，模式产地在英格兰，在海豚科中的體型排名第三。雖分布範圍包含溫帶至熱帶海域，但主要還是生活在熱帶區域。偽虎鯨當初的命名來自於一顆頭骨，特徵和虎鯨的頭骨相似，因此取名「偽虎鯨」。
雖然體表外形和黑白分明的虎鯨有所差異，但生態習性正如其名，除了獵捕大型魚類外（如鮪魚旗魚等），也會攻擊其他小型鯨豚，泳速快可深潛。也具高度的社會性。

## 分佈
偽虎鯨主要出沒在全世界各地熱帶至亞熱帶的開放海域，但也偶而會延伸到大陸棚與島嶼週邊的近岸水域。臺灣週邊海域在澎湖、墾丁、屏東及宜蘭花蓮台東、蘭嶼綠島等均有正式的目擊紀錄，但不常見。東部海域偶而會與瓶鼻海豚等共游。在香港，亦有多次發現偽虎鯨出現的紀錄。

## 基本資料與外觀

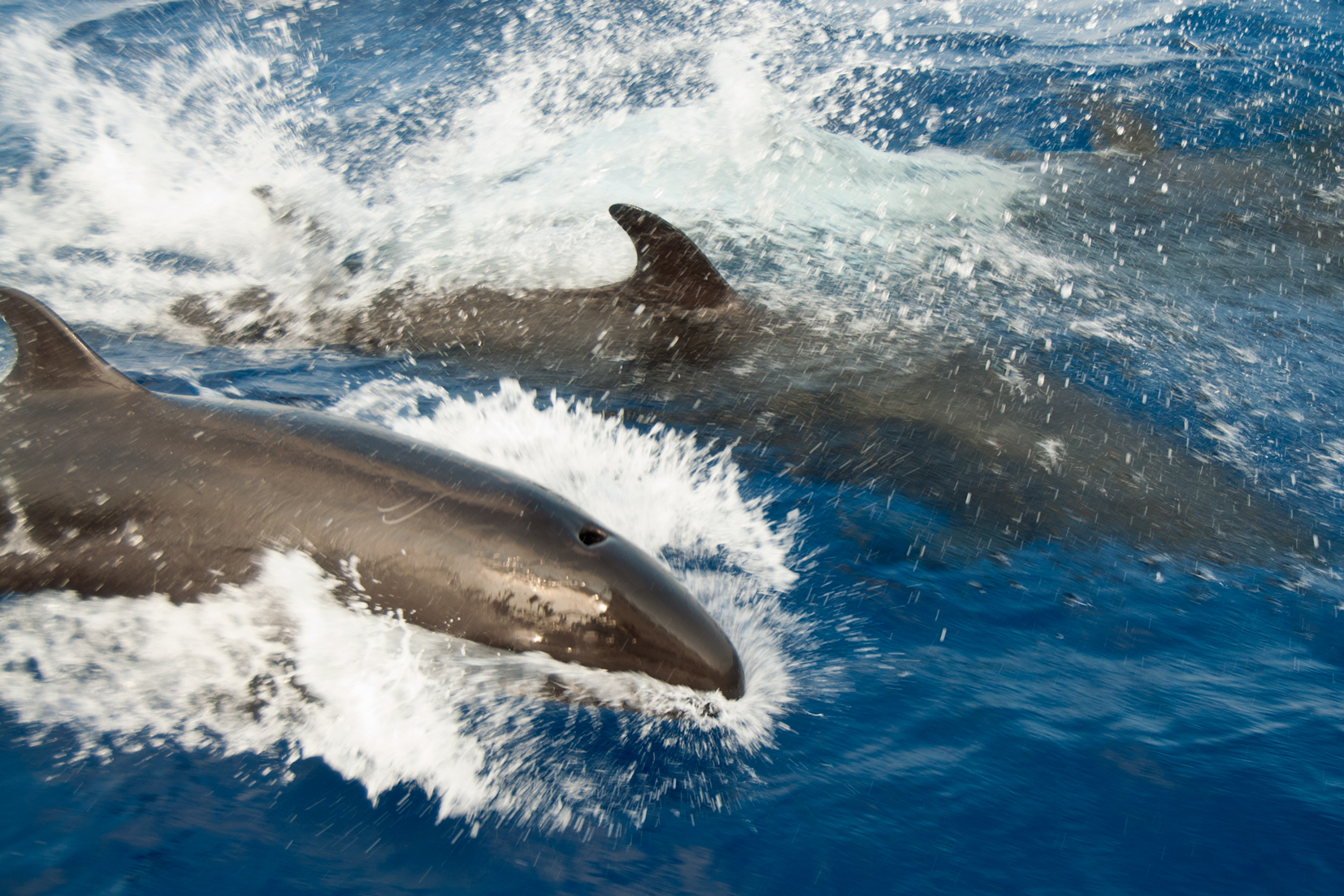
偽虎鲸

出生時體長約1.5-2.1公尺。成體平均體長為4.9公尺，成年有雌雄二型性，雄形體型較大。成體雌性體長可達4公尺，體重1,200公斤；雄性體長可達為6.1公尺，體重2,200公斤。以上的體長體重在不同水域有地理上的變異。
偽虎鯨體色為黑色或深灰，也因此屬於俗稱黑鯨類的一員，背鰭於背部中央，呈鐮刀形，與領航鯨基部較寬的背鰭有明顯的差異。此外，偽虎鯨的胸鰭形狀有S型的弧度，也是本種的辨識特徵之一。其他黑鯨類的辨識相近特徵可參考卡斯卡迪亞研究 （页面存档备份，存于）。與親緣關係相近的花紋海豚不同，偽虎鯨身上因種間及種內競爭而造成的傷疤最終會變回深色。偽虎鯨有些微的雌雄二型性，除了體型大小的差異外，雄性的額隆較雌型的突出。偽虎鯨的牙齒為圓錐狀，上顎總數有14-21顆，下顎有16-24顆。
作为齿鲸，偽虎鲸也利用頭部的額隆發出回聲定位，用来导航和寻找猎物，也具備靈敏的聽力。
偽虎鯨在8-14歲達到性成熟，在圈養的環境中，曾有雄性57歲雌性62歲的紀錄。其中一群的資料顯示，幼豚的間隔約7年，懷孕期約15個月，母鯨哺乳9-24個月。且證實有更年期的情形，約在45-55歲之間。

## 分类

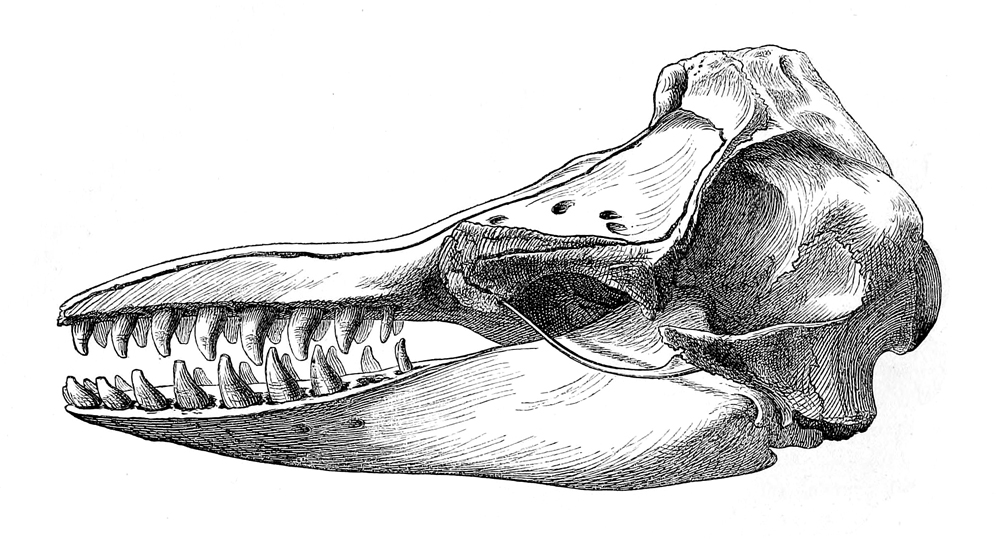
偽虎鯨頭骨的描繪圖

英国古生物学家和生物学家理查德欧文在他1846年的着作《英国化石哺乳动物和鸟类的历史》中首次描述了偽虎鲸，它基于1843年发现的頭骨化石。物种名称的學名crassidens意为“厚實的牙齿”。
目前有證據顯示其頭骨型態有地緣上的差異(Kitchener et al., 1990)，但仍未正式分出亞種。
分類上屬於海豚科的圓頭亞科(Globicephalinae)，和領航鯨，瓜頭鯨，小虎鯨，瑞氏海豚（花紋海豚）親緣關係較接近，除體色深黑外，腹部胸口處均有錨狀斑的體色。

## 分布與族群
由於偽虎鯨也屬於高階掠食者，全球偽虎鯨的數量目前估算不超過六萬隻，在海豚科中數量算是相當少的。主要的族群可能在東熱帶太平洋近四萬隻（1990年代的估算），而其他區域多為零星的如夏威夷群島周邊僅有150-200隻的群體，西北列島也僅有550隻左右，美國的EEZ經濟海域約1550隻。而日本對於西北太平洋海域的估算約為二千隻。也因此近年來已經認定偽虎鯨為需要保護的鯨豚種類之一。

## 行為

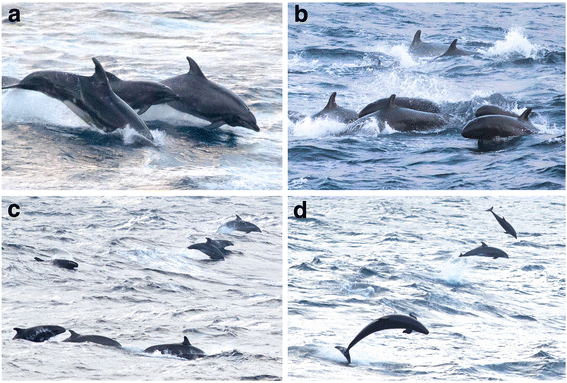
宽吻海豚（Tursiops truncatus）和偽虎鲸的混合群體

偽虎鯨的社會性相當高，通常成群移動，由20到100隻個體組成。在夏威夷海域，曾記錄到個體間的長期（15年）穩固關係，透過鯨豚影像辨識(photo ID)的分析指出，偽虎鯨個體間有緊密的連結(Baird et al., 2008)。
偽虎鯨集體擱淺的傾向（最高紀錄達八百三十五隻，1964年在阿根廷），也明確顯示出他們的高社會性。偽虎鯨在白天較活躍，經常觀察到野生個體彼此分享食物。關於他們的潛水行為我們所知甚少，曾有一隻裝設追蹤器的偽虎鯨被記錄到閉氣12分鐘、下潛深度超過230公尺。

## 生态習性

偽虎鲸躍身擊浪

偽虎鯨食物來源的種類及數量很多元，通常以各種大洋性的魷魚和魚類為食，但也有文獻記載，在東熱帶太平洋曾觀察到偽虎鯨捕食從鮪魚圍網逃脫出來的小型海豚，亦曾捕獵大翅鯨幼子、攻擊抹香鯨。

## 人為活動影響

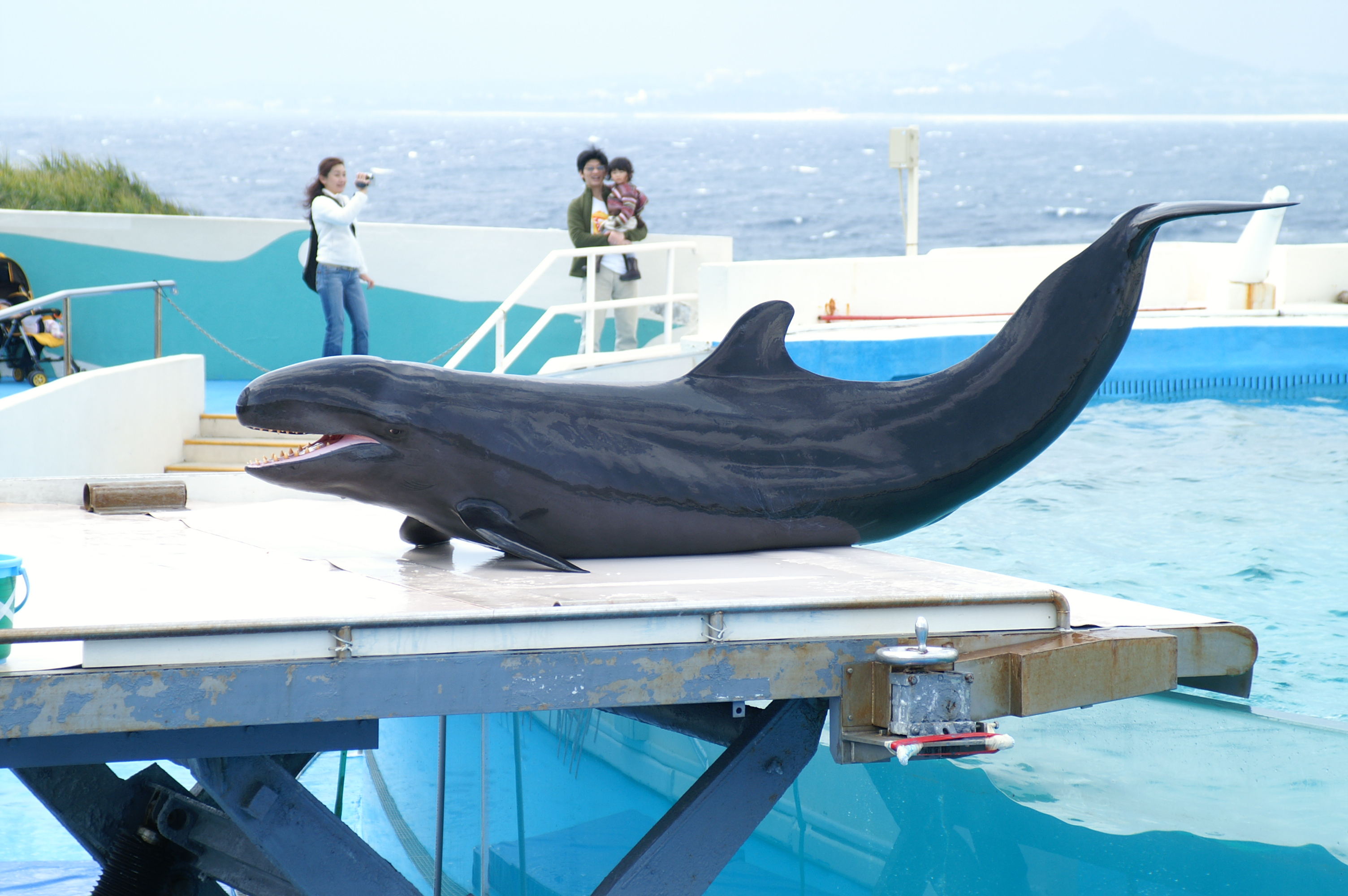
冲绳美丽海水族馆的偽虎鲸

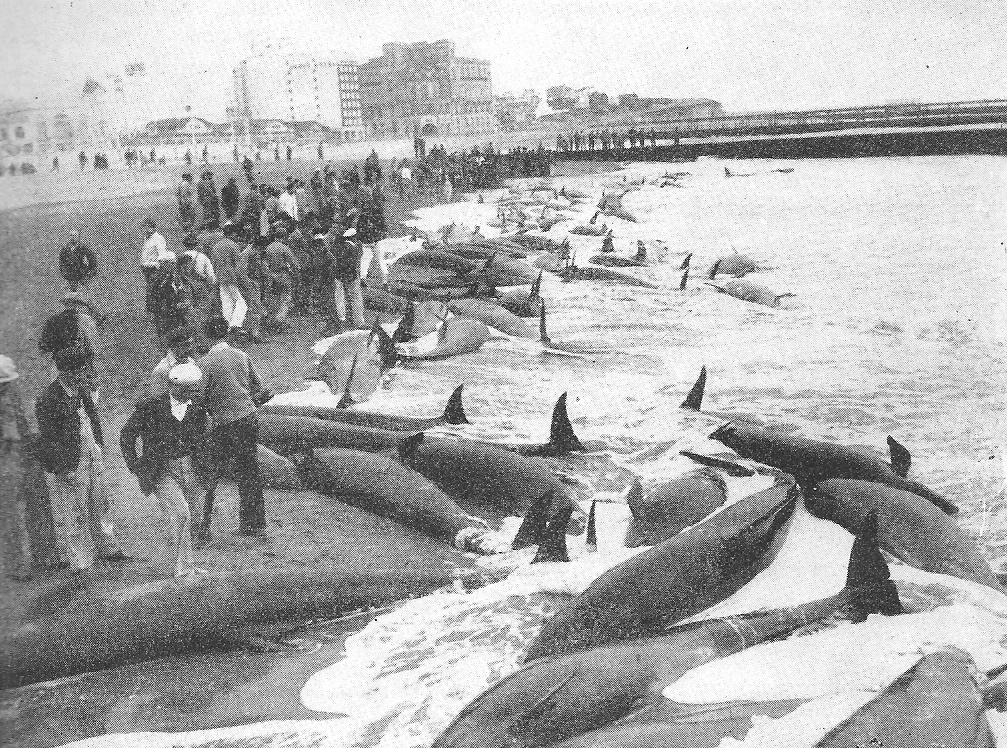
1946年在阿根廷的马德普拉塔，最大量的偽虎鲸搁浅

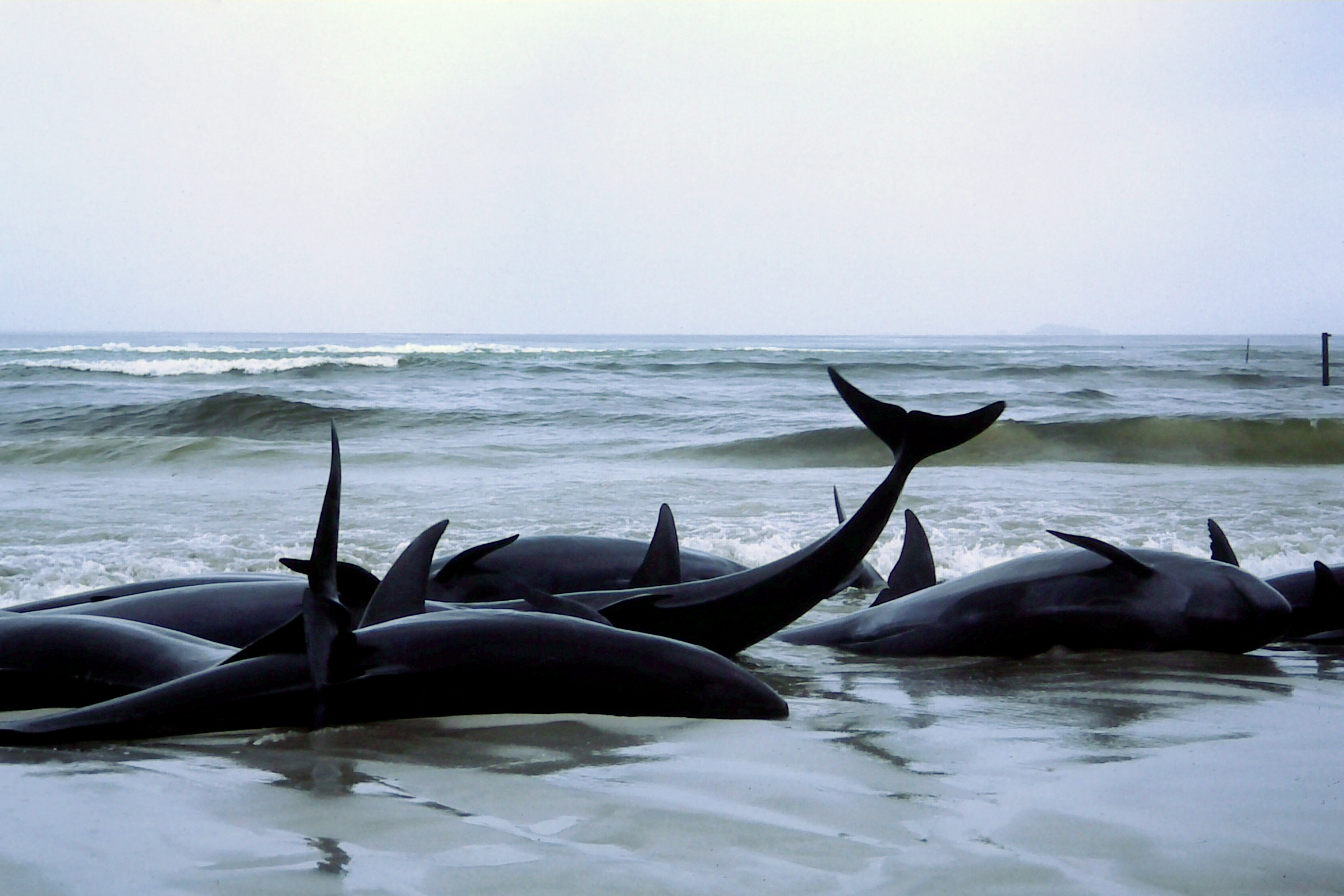
弗林德斯湾海滩于1986年

文獻中記錄了多種偽虎鯨與人類的互動行為。在夏威夷，常可見到偽虎鯨在賞鯨船船頭乘浪。各地水族館也有被圈養的偽虎鯨，其中包括日本、美國、荷蘭、香港，以及澳洲。偽虎鯨已成功在幾個地方被人工繁殖及飼養，此外偽虎鯨與瓶鼻海豚的混種是可存活下來的。 
另外偽虎鯨會偷食漁民釣獲的漁獲，此種行為在日本、夏威夷、印度洋、墨西哥灣都有記錄，臺灣東部海域和澎湖地區也有相同情形。在日本，偽虎鯨和漁業行為間的衝突導致他們被直接殺害。少數偽虎鯨偶爾喪命於捕鯨或意外混獲。
在夏威夷海域，因延繩釣意外死亡或受重傷的個體數量，遠大於偽虎鯨當地族群能永續維持的數量。曾吞下廢棄塑膠的物種正不斷增加，偽虎鯨也在名單當中。此外，採樣其擱淺個體後發現，其體內毒素含量相當高，這些毒素是否會造成偽虎鯨免疫力降低，目前尚未有確認結果。

## 保育狀況
- IUCN_國際自然保護聯盟瀕危物種紅色名錄 : 近危[11]
- 中国国家重点保护动物等级：二级
- 臺灣保育類野生動物名錄 （页面存档备份，存于）：珍貴稀有

## 註解
1. ↑  台灣老一輩的人都將鯨豚類稱做「鯃（與「吳」同音）」，為其異體字。

## 外部連結
- 鲸鱼和海豚保护协会 （页面存档备份，存于）
- NOAA渔业保护资源办公室，偽虎鲸（Pseudorca crassidens） （页面存档备份，存于）
- 太平洋岛屿地区保护鲸目动物及其栖息地的谅解备忘录 （页面存档备份，存于）
- 海中的声音 - 偽虎鲸的声音 （页面存档备份，存于）
- 再．見．偽虎鯨 （页面存档备份，存于）